# Тасило III
Тасило III (око 742-794) био је последњи баварски кнез.
После успостављања франачке превласти у Баварској учествовао је као франачки вазал у рату против Саксоније 758. године и Аквитаније 760. и 762. Угушио је устанак Словенаца у Карантанији 772. У тежњи да се ослободи франачке власти, ступио је у савез са Аварима и Лангобардима против Карла Великог. Због тога је изгубио кнежевски престо и осуђен на доживотну робију. Његова кнежевина је подељена на грофовије и прикључена франачкој држави. Умро је као заточеник у манастиру Лоршу код Вормса 794. године. 